# Csitár
Csitár ist eine ungarische Gemeinde im Kreis Balassagyarmat im Komitat Nógrád. Zur Gemeinde gehört der südwestlich gelegene Ortsteil  Nógrádgárdony.

## Geografische Lage
Csitár liegt zehn Kilometer östlich der Stadt Balassagyarmat, an dem kleinen  Fluss Csitári-patak. Nachbargemeinden sind Iliny und Őrhalom.

## Sehenswürdigkeiten
- Römisch-katholische Kirche Szent Kereszt felmagasztalása, erbaut 1747 (Barock)
- Sandsteinkreuze (homokkő keresztek), errichtet um 1800
- Schloss Mailáth (Mailáth kastély), erbaut 1895 im Ortsteil Nógrádgárdony

## Verkehr
Durch Csitár verläuft die Landstraße Nr. 2119. Der nächstgelegene Bahnhof befindet sich drei Kilometer nordwestlich in Őrhalom.

## Geschichte
Der Name Csitár (Csatár, Nagy-) wurde erstmals 1327 in einer Urkunde in Form von Chatar erwähnt.
Nach seinem Namen wurde es einst von königlichen Schildmachern bewohnt. Bereits 1327 bestand die Siedlung aus zwei Dörfern und wurde von Tamás Szécsényi und seinem Bruder Péter, der zur Familie Kácsik gehörte, geteilt. Nagycsitár war die Grenze zwischen Varsány und Kiscsitár Trázs.
Zu Beginn des 20. Jahrhunderts gehörte es zum Bezirk Balassagyarmat im Landkreis Nógrád. Im Jahr 1910 waren 839 der 840 Einwohner Ungarn. Davon waren 818 Katholiken und 12 Israelis.

## Bilder

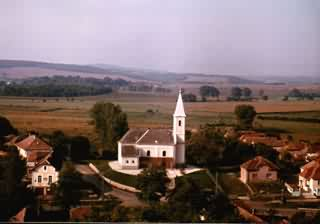
Röm.-kath. Kirche Szent Kereszt felmagasztalása
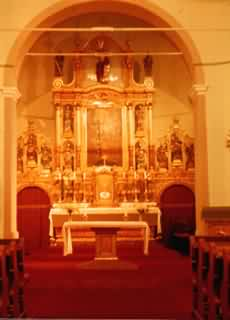
Innenraum der Kirche